# Dominik Škorjanc
Dominik Škorjanc (22 de septiembre de 2003) es un deportista de Croacia que compite en atletismo. Ganó una medalla de bronce en el Campeonato Europeo de Atletismo Sub-20 de 2021, en la prueba de 400 m vallas.